# Tactisme
Le tactisme, ou taxie, est le déplacement orienté d'un organisme vivant lié à un stimulus extérieur. Il se distingue du tropisme qui est une réaction d'orientation des organes, résultat d'une croissance inégale, et des nasties qui sont une déformation d'organes par des structures de sustentation.

## Principales formes de tactisme

### Aérotactisme
L'aérotactisme est la réponse d'un organisme à la variation de la concentration d'oxygène. Ce phénomène se trouve principalement chez les bactéries aérobies.

### Chimiotactisme
Le chimiotactisme, ou chimiotaxie, est le phénomène par lequel des organismes uni- ou multicellulaires dirigent leurs mouvements en fonction de certaines espèces chimiques présentes dans l’environnement.

### Électrotactisme
L'électrotactisme est le phénomène par lequel des cellules ou organismes uni- ou multicellulaires dirigent leurs mouvements en fonction du champ électrique présents dans leur environnement proche.

### Phototactisme
Le phototactisme, ou phototaxie, est le phénomène par lequel des organismes uni- ou multicellulaires dirigent leurs mouvements en fonction du gradient de luminosité.

### Thermotactisme
Le thermotactisme est la migration selon un gradient de température. Certains myxomycètes et nématodes peuvent migrer selon des gradients de températures inférieurs à 0.1 °C/cm. Ils utilisent ce mécanisme pour atteindre certains niveaux dans le sol.

### Thigmotactisme
Le thigmotactisme, ou tactisme de contact, est la tendance à suivre les discontinuités linéaires du milieu, c'est-à-dire à suivre les hétérogénéités rencontrées au cours du déplacement. C'est un cas fréquent chez les insectes rencontrant un obstacle.

### Rhéotactisme
Le rhéotactisme est le phénomène de locomotion orientée, déclenchée et entretenue par un courant d'eau et s'effectuant soit dans sa direction (rhéotaxie positive), soit dans la direction contraire (rhéotaxie négative).

### Phonotactisme
Le phonotactisme, ou phonotaxie, est le phénomène de locomotion orientée, déclenchée et entretenue par les sons (exemple : chant des grillons).

### Anémotactisme
L’anémotactisme ou anémotaxie est le déplacement d'un organisme libre, déclenché par un mouvement d'air, par le vent. L'anémotaxie peut être positive, quand le déplacement suit la direction du vent, négative lorsque l'orientation est inverse (déplacement contre le vent). C'est notamment une stratégie utilisée par des animaux pour la recherche de sources d'odeur éloignées (odeurs d'aliments, odeurs sexuelles). Ces derniers peuvent présenter assez souvent une anemoménotaxie , s'orientant à angle droit avec la direction du courant aérien, ce qui permet d'augmenter les probabilités d'interception des composés olfactifs.